# Église Saint-Jean-Baptiste de Sherbrooke
Pour les articles homonymes, voir Église Saint-Jean-Baptiste.
L'Église Saint-Jean-Baptiste de Sherbrooke est une église de culte catholique romain située à Sherbrooke au Québec (Canada). Elle a été construite entre 1905 et 1908. 

## Préambule: construction antérieure
À l'origine, il existe une église plus petite d'environ 550 places bâtie en 1884 non loin de l'actuel bâtiment. Cette petite église est utilisée une vingtaine d'années pendant que la population canadienne-française devient de plus en plus nombreuse, nécessitant une église plus grande de 2000 places.
La première église est représentée dans l'œuvre de 1913 par Marc-Aurèle de Foy Suzor-Coté, La vieille église de Sherbrooke Est par temps de neige.

## Historique

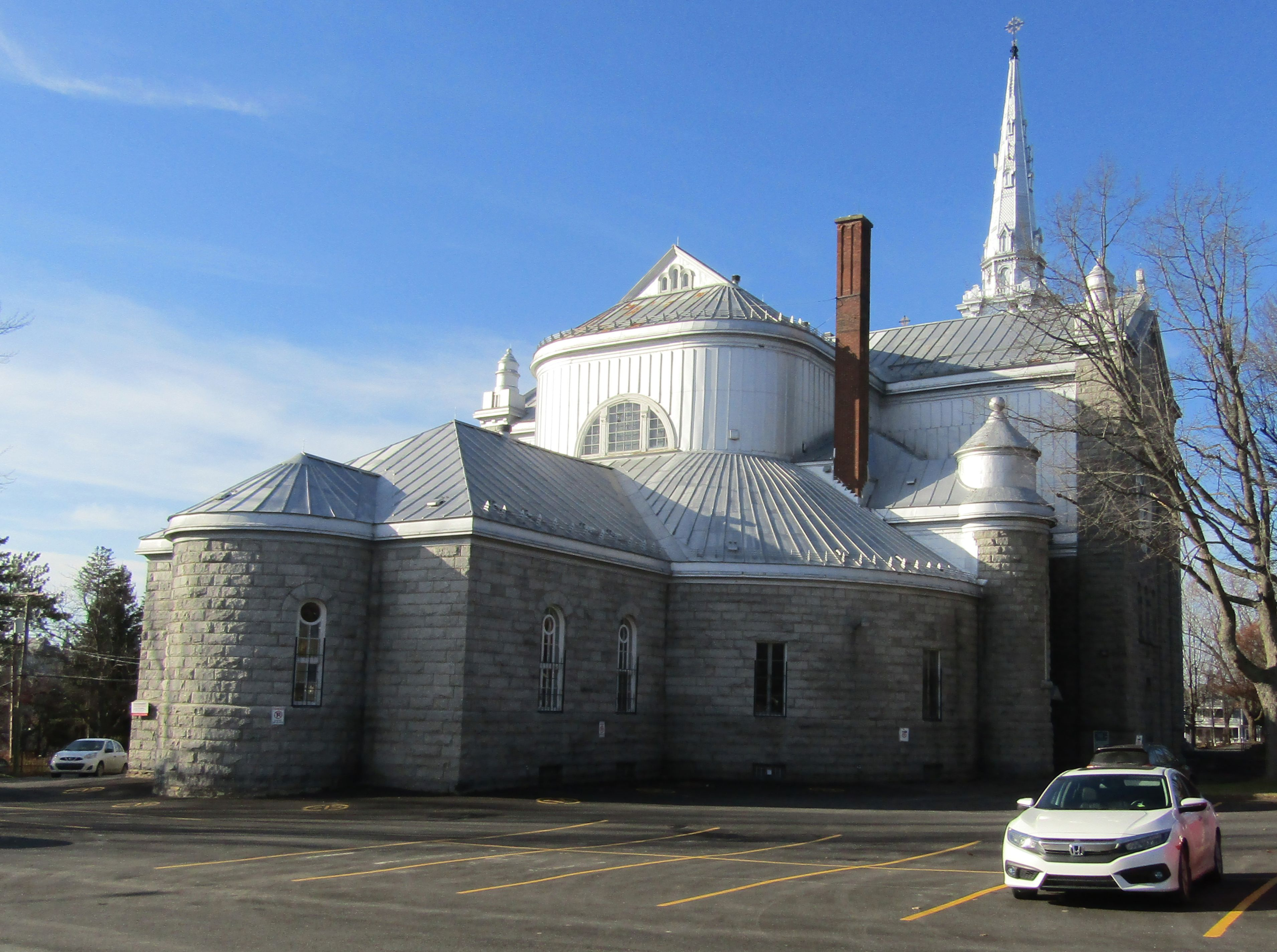
Vue arrière, église Saint-Jean-Baptiste

En 2018, l'église actuelle reçoit 542 368 $ du gouvernement du Québec pour des travaux de rénovation.